# Elaeocarpus tuberculatus
Elaeocarpus tuberculatus är en tvåhjärtbladig växtart som beskrevs av William Roxburgh. Elaeocarpus tuberculatus ingår i släktet Elaeocarpus och familjen Elaeocarpaceae. Inga underarter finns listade i Catalogue of Life.